# مرده‌سوزخانه

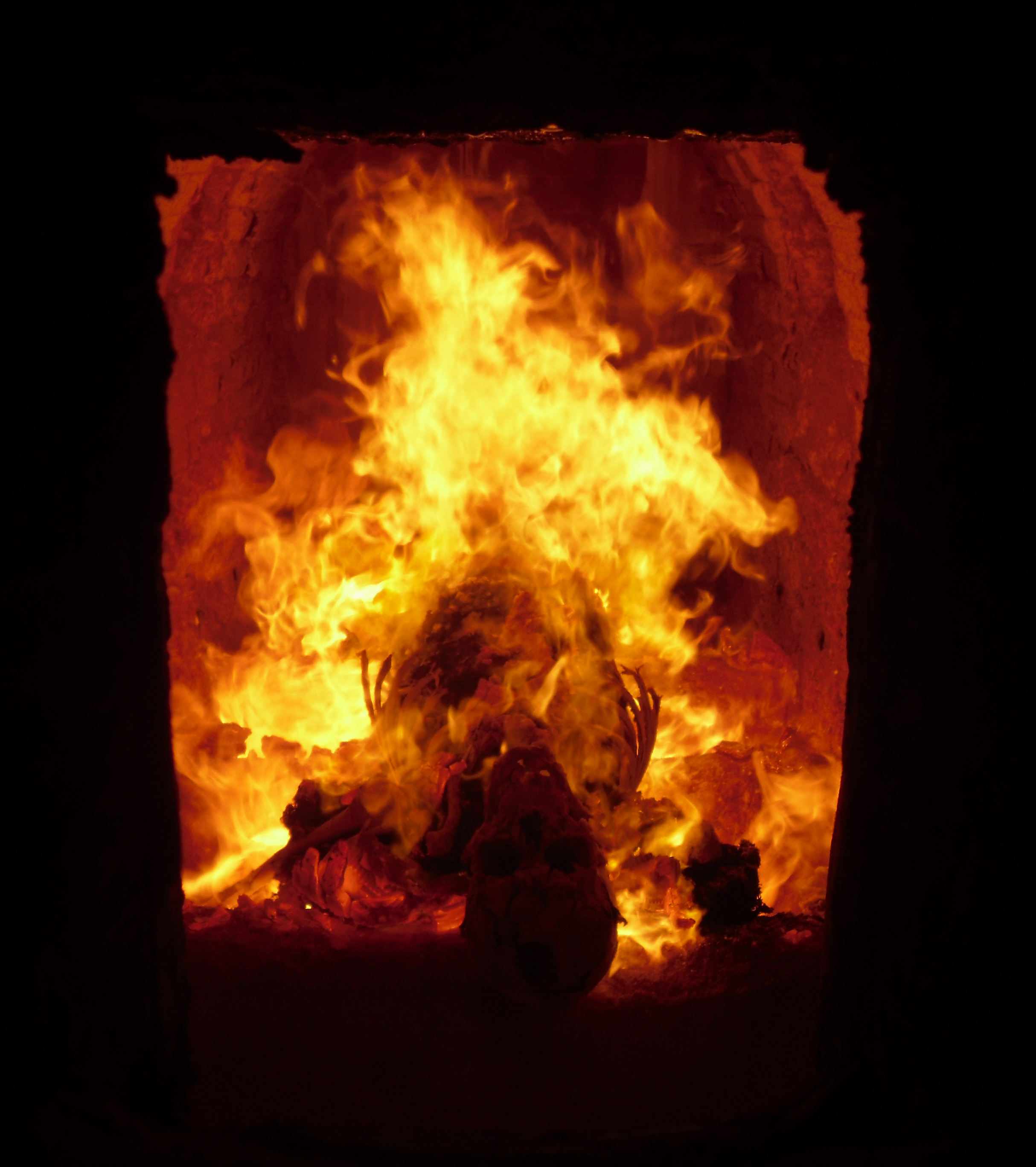
یک پیکر سوزنده در کورهٔ مرده‌سوزخانه.

مُرده‌سوزخانه یا آتش‌سپارگاه مکانی است که آتش‌سپاری در آن انجام می‌شود.
مرده‌سوزخانه‌ها معمولاً در کنار گورستان‌ها و ساختمان‌های ویژه تشییع جنازه قرار دارند. سوزاندن پیکر افراد مرده، در این مکان‌ها، تک به تک انجام می‌شود و روند مرده‌سوزی در این مکان‌ها تابع مقررات زیست‌محیطی سختگیرانه‌ای است.
این روش گزینهٔ دیگری در کنار خاک‌سپاری مردگان است. خاک‌سپاری مردگان در میان پیروان دین‌های ابراهیمی رواج دارد ولی مرده‌سوزی بیشتر در میان هندوها و همچنین افرادی که پیرو دین خاصی نیستند رواج دارد.
در کشورهای غربی، آیین خداحافظی از فرد درگذشته پیش از سوزاندن پیکر او و در محل مرده‌سوزخانه انجام می‌شود. در این مراسم، پیکر شخص درگذشته را در تابوتی قرار داده و پس از سخنرانی بستگان، همه حضار به ترتیب از کنار تابوت گذشته و با فرد درگذشته خداحافظی می‌کنند.

## طرز کار
سوزاندن پیکرها در آتش‌سپارگاه‌های غربی امروزه تقریباً تمام‌اتوماتیک صورت می‌گیرد. کوره‌های مرده‌سوزی در این مکان‌ها با کامپیوتر کار می‌کنند. فرد درگذشته پس از مراسم خداحافظی در درون تابوت به اتاق کوره آورده می‌شود. مسئول کوره، مدارک مربوط را بار دیگر وارسی و بازبینی می‌کند و اطلاعات این مدارک بایستی با اطلاعات درج‌شده بر روی تابوت هم‌خوانی داشته‌باشند.
پس از آن مأمور مربوط، سنگ نسوزی که شمارهٔ ویژه‌ای بر روی آن حک شده را بر روی تابوت می‌چسباند. استفاده از این سنگ و شماره روی آن به منظور جلوگیری از جابه‌جایی یا اشتباهات بعدی در هویت‌یابی فرد مرده است.
پس از قرار دادن سنگ نسوز، تابوت و جسد درون آن با دمایی میان ۴۰۰ تا ۱۱۰۰ درجه سانتیگراد سوزانده می‌شود. مدت زمان لازم برای سوزاندن، بسته به نوع کوره از یک ساعت و ربع تا چهار ساعت به‌درازا می‌کشد.
بر پایهٔ مقررات، خاکستر به‌جا مانده از مرده‌سوزی باید تا ۳۰ روز در مرده‌سوزخانه بماند.